# Pelkosenniemi

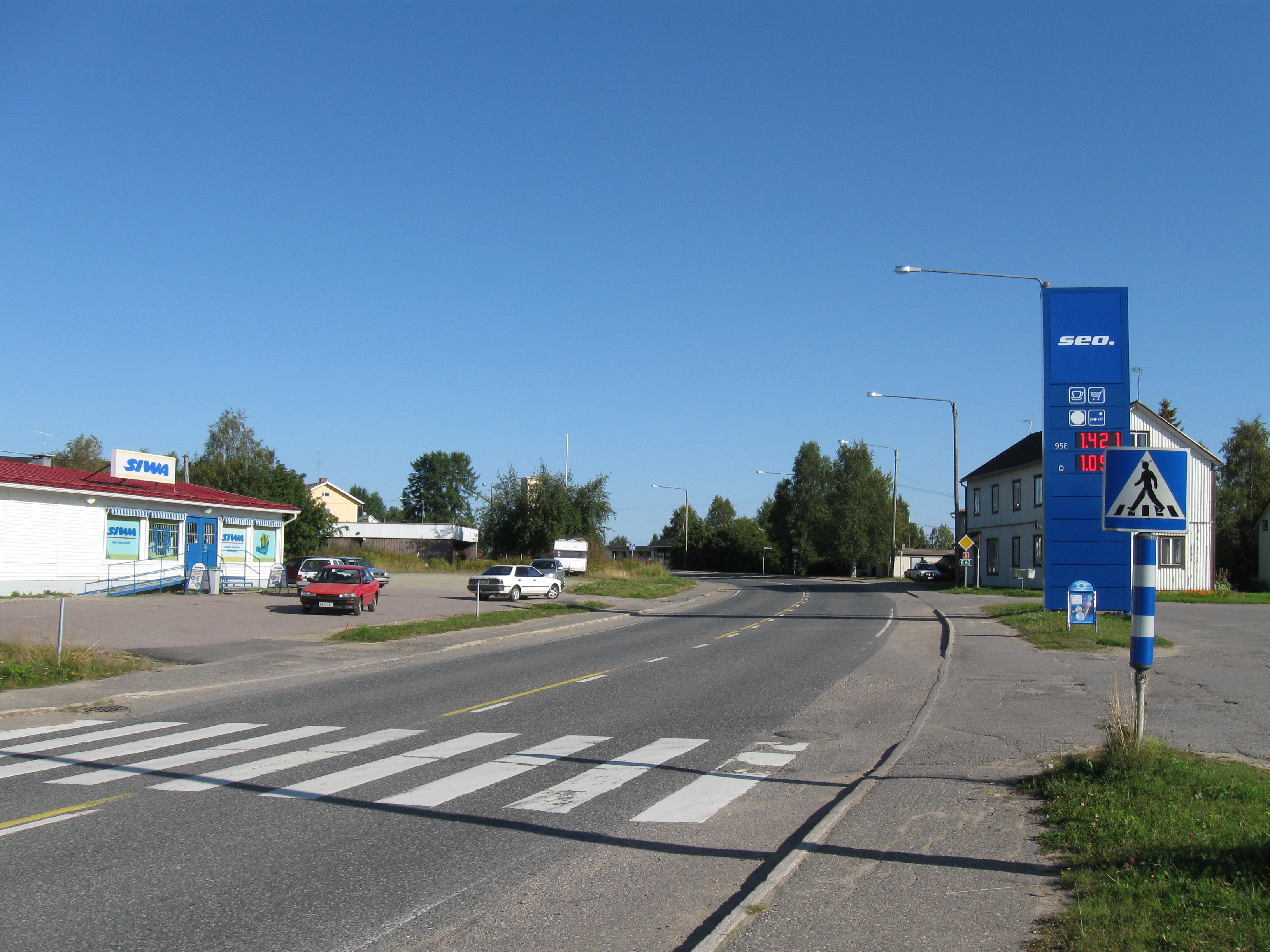
Centrum i Pelkosenniemi kyrkoby.

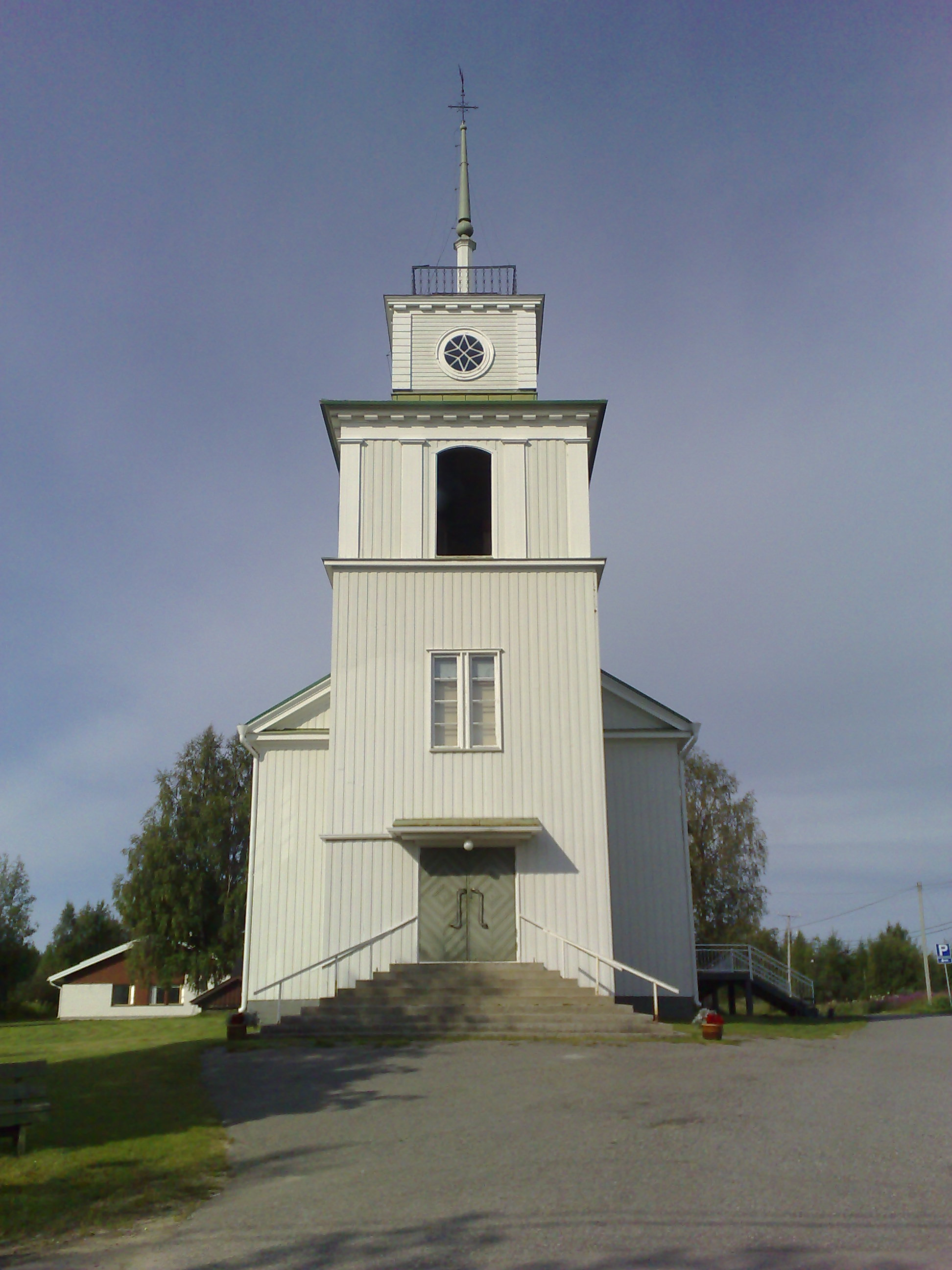
Pelkosenniemi kyrka.

Pelkosenniemi är en kommun i landskapet Lappland i Finland, belägen vid Kemi älv där denna flyter samman med Kitinen. Pelkosenniemi har 924 invånare (2021) och har en yta på 1 881,57 km². Kommunen gränsar till Sodankylä kommun i norr och väster, Savukoski kommun i nordost, Salla kommun i öster samt Kemijärvi stad i söder.
Huvudort i kommunen är Pelkosenniemi kyrkoby som också utgör kommunens enda tätort enligt Statistikcentralens definition. Den 31 december 2015 hade Pelkosenniemi kyrkoby 356 invånare och Pelkosenniemi kommun hade då en tätortsgrad på 38,5 %.
En del av nationalparken Pyhä-Luosto ligger i kommunen.
Pelkosenniemi är en enspråkigt finsk kommun.

## Historia
Pelkosenniemi kommun bildades 1916 genom utbrytning ur Sodankylä kommun. Den 1 januari 1992 skedde gränsjusteringar mellan Pelkosenniemi och kommunerna Kemijärvi stad, Salla, Savukoski och Sodankylä.

## Politik

### Mandatfördelning i Pelkosenniemi kommun, valen 1976–2021
| 6 | 9 | 1 | 1 |

| 5 | 1 | 9 | 1 | 1 |

| 5 | 3 | 8 | 1 |

| 5 | 2 | 1 | 8 | 1 |

| 7 | 10 |

| 8 | 9 |

| 1 | 6 | 8 |

| 2 | 6 | 7 |

| 9 | 6 |

| 3 | 7 | 4 | 1 |

| 10 | 5 |

| 3 | 2 | 3 | 2 | 5 |

| 11 | 4 |

| 2 | 1 | 5 | 5 |

| 9 | 4 |

| 2 | 8 | 1 | 2 |

| 10 | 3 |

## Demografi

### Befolkningsutveckling
| Befolkningsutvecklingen i Pelkosenniemi kommun 1920–2020 | Befolkningsutvecklingen i Pelkosenniemi kommun 1920–2020 | Befolkningsutvecklingen i Pelkosenniemi kommun 1920–2020 | Befolkningsutvecklingen i Pelkosenniemi kommun 1920–2020 | Befolkningsutvecklingen i Pelkosenniemi kommun 1920–2020 |
| --- | -------------------------------------------------------- | -------------------------------------------------------- | -------------------------------------------------------- | -------------------------------------------------------- |
| |                                                          |                                                          |                                                          |                                                          |
| År |                                                          |                                                          | Folkmängd                                                |                                                          |
| 1920 | 1920                                                     |                                                          | 1 143                                                    |                                                          |
| 1930 | 1930                                                     |                                                          | 1 672                                                    |                                                          |
| 1940 | 1940                                                     |                                                          | 2 387                                                    |                                                          |
| 1950 | 1950                                                     |                                                          | 2 358                                                    |                                                          |
| 1960 | 1960                                                     |                                                          | 2 666                                                    |                                                          |
| 1970 | 1970                                                     |                                                          | 2 107                                                    |                                                          |
| 1975 | 1975                                                     |                                                          | 1 757                                                    |                                                          |
| 1980 | 1980                                                     |                                                          | 1 601                                                    |                                                          |
| 1985 | 1985                                                     |                                                          | 1 574                                                    |                                                          |
| 1990 | 1990                                                     |                                                          | 1 533                                                    |                                                          |
| 1995 | 1995                                                     |                                                          | 1 378                                                    |                                                          |
| 2000 | 2000                                                     |                                                          | 1 243                                                    |                                                          |
| 2005 | 2005                                                     |                                                          | 1 113                                                    |                                                          |
| 2010 | 2010                                                     |                                                          | 1 008                                                    |                                                          |
| 2015 | 2015                                                     |                                                          | 958                                                      |                                                          |
| 2020 | 2020                                                     |                                                          | 931                                                      |                                                          |
| Anm: För tidsserien 1920-1970 avser uppgifterna förhållandena den 31 december nämnda år enligt områdesindelningen samma datum. Notera att för 1940 avses hela befolkningen inklusive de som icke vistades i församlingen. För tidsserien 1975-2020 avser uppgifterna förhållandena den 31 december nämnda år enligt områdesindelningen den 1 januari 2022. |                                                          |                                                          |                                                          |                                                          |

### Språk
Befolkningen efter språk (modersmål) den 31 december 2021. Finska, svenska och samiska räknas som inhemska språk då de har officiell status i landet. Resten av språken räknas som främmande. För språk med färre än 10 talare är siffran dold av Statistikcentralen på grund av sekretesskäl. För Pelkosenniemi kommun betyder det att inget främmande språk framgår i tabellen på grund av för få antal talare.
| Språk                        | Talare 2021-12-31 | Talare 2021-12-31 |
| Språk                        | Antal             | Andel (%)         |
| ---------------------------- | ----------------- | ----------------- |
| Hela befolkningen            | 924               | 100,0             |
| Finska                       | 912               | 98,7              |
| Svenska                      | 4                 | 0,4               |
| Samiska                      | 0                 | 0,0               |
| Främmande språk totalt       | 8                 | 0,9               |
| Språk med färre än 10 talare | 8                 | 0,9               |